# Gasconade (Misuri)
Gasconade es una ciudad ubicada en el condado de Gasconade en el estado estadounidense de Misuri. En el Censo de 2010 tenía una población de 223 habitantes y una densidad poblacional de 424,14 personas por km².

## Geografía
Gasconade se encuentra ubicada en las coordenadas 38°40′13″N 91°33′36″O / 38.67028, -91.56000. Según la Oficina del Censo de los Estados Unidos, Gasconade tiene una superficie total de 0.53 km², de la cual 0.53 km² corresponden a tierra firme y (0%) 0 km² es agua.

## Demografía
Según el censo de 2010, había 223 personas residiendo en Gasconade. La densidad de población era de 424,14 hab./km². De los 223 habitantes, Gasconade estaba compuesto por el 99.1% blancos, el 0.45% eran afroamericanos, el 0% eran amerindios, el 0% eran asiáticos, el 0% eran isleños del Pacífico, el 0% eran de otras razas y el 0.45% pertenecían a dos o más razas. Del total de la población el 0% eran hispanos o latinos de cualquier raza.